# 弗雷德里克·歐文·赫茨伯格
弗雷德里克·歐文·赫茨伯格（英語：Frederick Irving Herzberg，1923年4月18日—2000年1月19日），美国心理学家、行为科学家、人力资源管理专家，1950年代末提出双因素理论。

## 生平
赫茨伯格在纽约市立学院获学士，在匹茲堡大學获博士。在美国等国家从事管理教育和管理咨询，犹他大学的特级管理教授。

## 主要著作
- 与伯纳德·莫斯纳、巴巴拉·斯奈德曼合著的《工作的激励因素》（1959）
- 《工作与人性》（1966）
- 《管理的选择：是更有效还是更有人性》（1976）